# Bernhard Hergt
Bernhard Julius Eduard Hergt (geb. 10. Mai 1858 in Bergsulza; gest. 22. Januar 1920 in Weimar) war ein deutscher Botaniker und Gymnasiallehrer.

## Leben
Hergt legte 1778 am Wilhelm-Ernst-Gymnasium Weimar sein Abitur ab. Von 1878 bis 1881 studierte er Mathematik und Naturwissenschaften in Jena, wo einer seiner prägenden Lehrer Ernst Haeckel war, und in Göttingen. Er bestand 1881 das Staatsexamen und war seit 1884 in Weimar Realschullehrer, bevor er zusammen mit Paul an das Wilhelm-Ernst-Gymnasium als Gymnasialprofessor berufen wurde. Hergt war Sekretär der Thüringischen Botanischen Gesellschaft bzw. Schriftführer seit ihrer Gründung 1900. Er war in Weimar wohnhaft in der Carl-Alexander-Allee 1 (heute Freiherr-vom-Stein-Allee 1). Nach dem Tod von Heinrich Carl Haussknecht 1903 war er auch zuständig für das Herbarium Haussknecht. Er selbst bereicherte durch seine Reisen und Pflanzensammlung und Fossilien aus dem pleistozänen Ilmtravertinen das Herbarium Haussknecht, die durch ihn diesem übereignet wurden.

## Werke (Auswahl)
- Bernhard Hergt: Lehrplan des botanischen Unterrichts, in: Jahresbericht des Realgymnasiums zu Weimar,  Weimar; 1891, S. 1–17.
- Hugo Wernekke, Bernhard Hergt: Abriß der Schulgeschichte: Die Farnpflanzen Thüringens  Beilage zum Jahresberichte des Großherzoglichen Realgymnasiums,	Weimar: Hof-Buchdr., 1906.
- Bernhard Hergt: Die Farnpflanzen Thüringens, Druck der Hof-Buchdruckerei, Weimar 1906.
- Bernhard Hergt: Die Flora der Travertine von Weimar und Ehringsdorf, Weimar 1912.